# Trupanea nubilata
Trupanea nubilata är en tvåvingeart som först beskrevs av Erich Martin Hering 1936.  Trupanea nubilata ingår i släktet Trupanea och familjen borrflugor. Inga underarter finns listade i Catalogue of Life.